# Alaskan husky

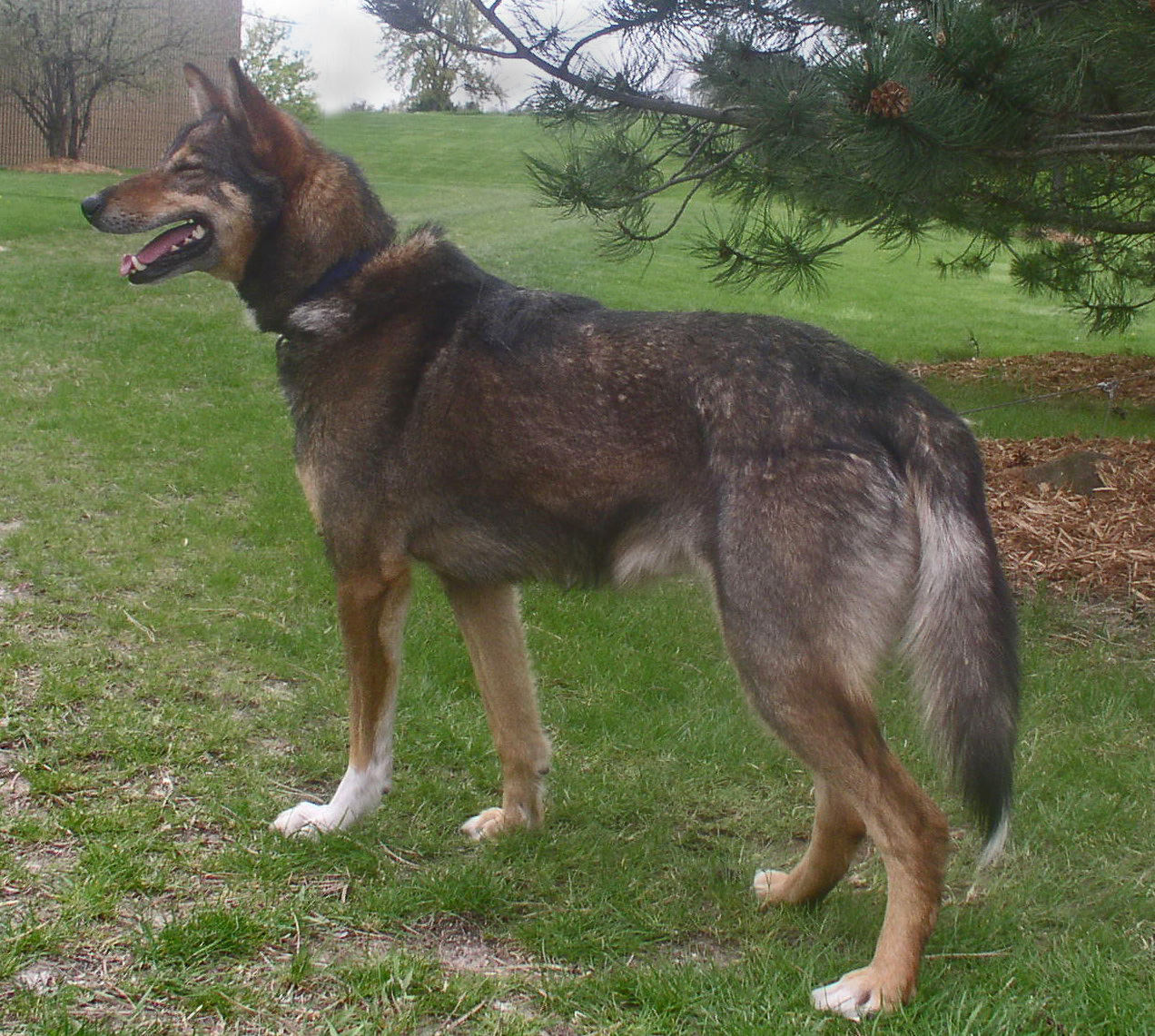
Alaskan husky

Alaskan husky – jedna z ras psów zaprzęgowych, niezarejestrowana przez Międzynarodową Federację Kynologiczną (FCI).

## Rys historyczny

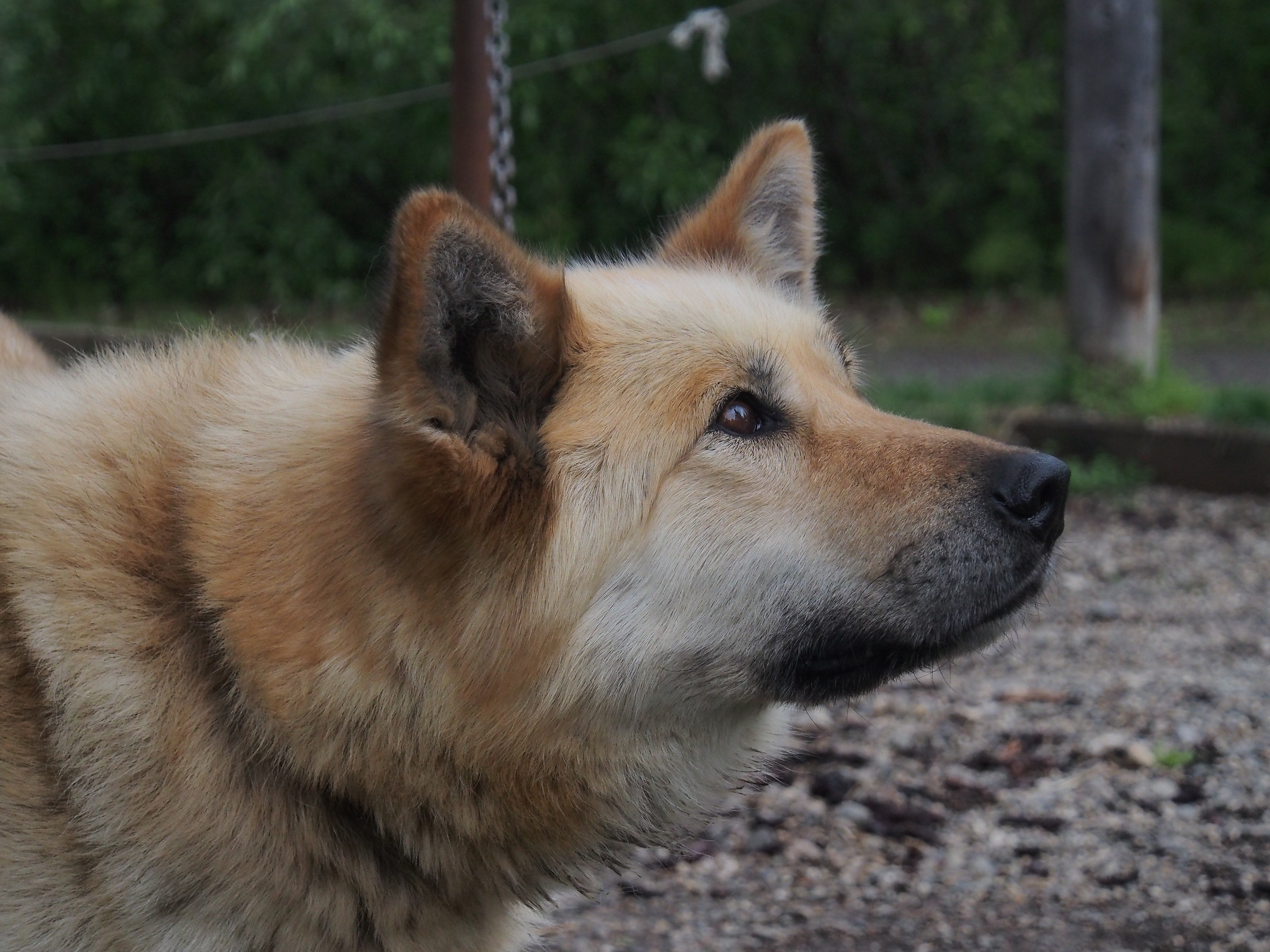
Alaskan husky pracujący jako pies zaprzęgowy w Parku Narodowym Denali na Alasce

Według Krämer alaskan husky to nie rasa, lecz określenie psów będących mieszańcami husky, szybkich psów myśliwskich, chartów oraz psów stróżujących.

## Wygląd
Alaskan husky mają, podobnie jak siberian, niebieskie lub mieszanego koloru (czyli jedno brązowe, drugie niebieskie) oczy. Często zdarza się, że te psy maja oczy koloru brązowego. Odcień tej niebieskości jest jednak jaśniejszy u alaskan husky, oprócz tego mieszańce te mają największe oczy spośród psów zaprzęgowych, okrągłe. Psy te mają długie, jak na szpica, uszy, u nasady szerokie, zwężające się na końcu, spiczaste na czubku. Mają mniej rozległy "rysunek" na pysku niż siberian, utworzony z białych włosów. W porównaniu z resztą psów zaprzęgowych Północy, alaskan husky mają duży, błyszczący, czarny nos. Klatka piersiowa – mostek ma specyficzną budowę (a to wymaga użycia specjalnej dla tej rasy uprzęży – szelek) potocznie zwany wypustek – pies może złamać w tradycyjnym typie uprzęży.

## Charakter
Alaskan husky jest rasą rzadką w Polsce, hodowaną przez niewielu ludzi.
Charakterystycznymi cechami usposobienia dla alaskanów są:
- ufność wobec wszystkich ludzi, włącznie z nieznajomymi
- silny instynkt stadny, lepiej czuje się w grupie psów niż z ludźmi
- silny instynkt ucieczek, dlatego musi mieć zapewnione dużo zajęć i ruchu, np. biegać w sportowym zaprzęgu
- wyje zamiast szczekać
- silne skłonności do dominacji, więc jej posiadaczem nie może być osoba niedoświadczona
- także jak wiele Syberian Husky lub Alaskan Malamute przez odpowiednie wychowanie mogą być psami nadającym się nawet do dogoterapii.